# Tomorrow’s News
A Tomorrow’s News a The Qualitons együttes második nagylemeze. Utódához képest ez a lemez még CD formátumban jelent meg 2014-ben.                                                                                                                                                                                                                                                                                                                 
Ez az album sokkal kidolgozottabb, mint elődje a Panoramic Tymes. Ezen a lemezen már nem G. Szabó Hunor, hanem Boros Levente a dobos, illetve az eddigi billentyűs, Premecz Mátyás helyére Menyhei Ádám került.

## Az album dalai
|    | Cím              | Szerző(k)                | Szöveg                           | Hossz |
| -- | ---------------- | ------------------------ | -------------------------------- | ----- |
| 1. | Walkin’ on Water | Hock Ernő, The Qualitons | Nathaliel Baratt, G. Szabó Hunor | 6:26  |
| 2. | My Latest Dream  | G. Szabó Hunor           | Baratt, G. Szabó                 | 3:56  |
| 3. | Wonder about you | The Qualitons            | Baratt                           | 4:04  |
| 4. | Come in to Play  | The Qualitons            | Baratt                           | 3:08  |
| 5. | Pocket Dialer    | G. Szabó                 | Baratt, G. Szabó                 | 6:12  |
| 6. | Quicksand        | Hock                     | Fehér Sára, Hock Ernő            | 4:24  |
| 7. | Gone to you      | G. Szabó                 | Baratt, G. Szabó                 | 7:50  |
| 8. | Stain            | G. Szabó                 | Baratt                           | 2:00  |
| 9. | Soap Bubble      | The Qualitons            | Vedres Ágnes, G. Szabó           | 9:09  |

## Közreműködők
- G. Szabó Hunor: Ének (1-5,7-9), ritmus gitár, háttér vokál (5,7,9)
- Szőke Barna:  Gitárok
- Hock Ernő: Basszusgitár, ének (4,6), háttér vokál (1,2,3,7)
- Menyhei Ádám: Billentyűs hangszerek, háttér vokál (1,3,5,7)
- Boros Levente: Dobok, háttér vokál (1,3,7)